# يرسينية آكلة للحشرات
يرسينية آكلة للحشرات (الاسم العلمي: Yersinia entomophaga) هي نوع من البكتيريا تتبع جنس اليرسينية من فصيلة الأمعائيات.